# Vivir un poco
Vivir un poco es una telenovela mexicana producida por Valentín Pimstein para la cadena Televisa y exhibida por El Canal de las Estrellas entre el 29 de julio de 1985 y el 14 de marzo de 1986.
Fue protagonizada por Angélica Aragón y Rogelio Guerra, con las participaciones antagónicas de Beatriz Sheridan, Nuria Bages, Claudio Báez, Inés Morales, Gregorio Casal, Felicia Mercado, Roberto Ballesteros y el primer actor Carlos Ancira, además de las actuaciones estelares de Augusto Benedico, Irma Lozano, Juan Antonio Edwards, Arturo Peniche, Patricia Pereyra, Alberto Mayagoitía, Rafael Inclán, Manuel "Flaco" Ibáñez, Alma Delfina, Jaime Garza y Aurora Molina, entre otros.
Estuvo basada en La madrastra una historia original del dramaturgo chileno Arturo Moya Grau, bajo la fiel adaptación literaria del guionista Carlos Romero.

## Sinopsis
Andrea Santos es una mujer mexicana que ha pasado veinte años recluida en la Cárcel de Mujeres de Buenos Aires (Argentina) acusada de un crimen que no cometió. Veinte años atrás, Andrea hizo un viaje a la capital argentina con su marido, Gregorio Merisa Obregón, y un grupo de amigos de ambos. Una noche, se escuchó el sonido de un disparo en una de las habitaciones del hotel; Andrea fue a averiguar lo sucedido, y encontró el cadáver de su amiga Martha Estravados junto a una pistola. 
Inconscientemente, Andrea tomó el arma homicida; al ser sorprendida con la pistola en la mano por el personal del hotel, fue arrestada de inmediato. Después de varios meses en prisión, Andrea fue declarada culpable y condenada a cadena perpetua, más aún cuando se supo que la víctima estaba embarazada. 
Creyéndola culpable, todos los supuestos amigos de Andrea le dieron la espalda, y Gregorio la abandonó en el penal argentino tras obligarla a firmar la anulación del matrimonio. Al regresar a México, Gregorio hizo creer a los hijos de ambos, todavía muy pequeños, que su madre había muerto para ocultarles la verdad.
Después de veinte años de cárcel, Andrea es la presidiaria más antigua de la cárcel, temida y respetada por sus compañeras, y se ha convertido en una mujer dura, amargada y huraña que solo mantiene contacto con dos personas. Una es su abogado, Alejandro Luccino, quien siempre ha creído en su inocencia y lleva años presentando apelaciones contra su sentencia sin éxito. La otra es el padre Benigno, un sacerdote con quien mantiene una relación epistolar y quien además le envía comida mexicana y arcilla. Con este material, Andrea hace piezas de artesanía típica de su país, con cuya venta le ha permitido amasar una pequeña fortuna. Sin embargo, la amistad de la ladrona Silvina, su nueva compañera de celda, hace que Andrea se abra poco a poco.
Alejandro, quien está enamorado de Andrea, solicita el indulto para ella por duodécima vez, y su petición tiene éxito. Tras despedirse de Silvina prometiéndole que su abogado la ayudará, Andrea decide volver a su país. Al mismo tiempo, en México, Gregorio está a punto de casarse con la frívola Magdalena Armenteros pese a la oposición de sus tres hijos, el responsable Adrián, la rebelde Atenas y el inseguro Aldo. Los tres hermanos se oponen al matrimonio porque consideran a Magdalena una advenediza; además, se acerca un nuevo aniversario de la "muerte de su madre", una tradición en la que toda la familia conmemora a Mariel, una madre falsa inventada por Gregorio a partir de la fotografía de una modelo de revistas. Cada año, en esa misma ceremonia, Gregorio también les da dinero a sus amigos para silenciarlos. La farsa es también mantenida por las hermanas de Gregorio, la calculadora Aura y la apocada Rosa, que tampoco están de acuerdo con su matrimonio.
Después de unos días, Andrea abandona la Argentina y se despide de Alejandro, a quien pide que queden como amigos. Al llegar a México, lo primero que hace es ir a Aculco, la tierra donde nació y donde vive el padre Benigno, con quien se reencuentra en su parroquia. El sacerdote la recibe con gran alegría, pero se ve obligado a confesarle que sus hijos la creen muerta debido a la farsa que inventaron Gregorio y sus amigos. Después de reponerse de su desconsuelo inicial, Andrea traza un plan: decide reunir al mismo grupo que fue con ella al fatídico viaje; para ello, cita por teléfono a todos haciéndoles creer que es una antigua amiga de Francia, que quiere volver a verlos y los invita a una cena para darles un gran "regalo". 
Aunque ninguno de los invitados tiene idea de quién puede ser la misteriosa anfitriona, todos asisten a la cena, empujados por la curiosidad, y se quedan boquiabiertos al ver a Andrea. Sin perder en ningún momento la compostura, Andrea les reprocha el abandono en que la dejaron y las mentiras que tejieron alrededor de su paradero, y les informa de su deseo de hacer justicia y dar con el verdadero asesino de Martha, que se encuentra entre ellos. 
Para comenzar su venganza, Andrea obliga a Gregorio a romper su noviazgo con Magdalena y a volver a casarse con ella, con lo que se convierte en la madrastra de sus propios hijos. Adrián, Atenas y Aldo rechazarán a su madrastra y le harán la vida imposible, aunque ella se irá ganando su cariño poco a poco. 
Sin embargo, Andrea se encontrará con otros obstáculos en sus planes: por un lado, Rogelio De la Garza, el hijo huérfano de Martha y socio y protegido de Gregorio, se enamora de ella desde la primera vez que la ve; por otro lado, la tarea de descubrir al verdadero culpable se tornará mucho más complicada de lo que ella pensaba porque todos tuvieron la oportunidad de matar a Martha, cualquiera pudo hacerlo.

## Reparto
- Angélica Aragón - Andrea Santos y Ruvalcaba de Merisa-Obregón
- Rogelio Guerra† - Gregorio Merisa-Obregón
- Beatriz Sheridan† - Aura Merisa-Obregón
- Irma Lozano† - Rosa Merisa-Obregón
- Juan Antonio Edwards - Rogelio De la Garza Estravados
- Felicia Mercado - Magdalena Armenteros Dávalos
- Claudio Báez† - Armando Fontes
- Nuria Bages - Alfonsina Dávalos de Fontes
- Gregorio Casal† - Gonzalo Marcos
- Inés Morales† - Lilia de Marcos
- Carlos Ancira† - Abundacio Llanos Del Toro
- Arturo Peniche - Adrián Merisa-Obregón Santos y Ruvalcaba
- Patricia Pereyra - Atenas Merisa-Obregón Santos y Ruvalcaba
- Alberto Mayagoitía - Aldo Merisa-Obregón
- Roberto Ballesteros - Marcos Llanos del Toro
- Manuel "Flaco" Ibáñez - Leonardo Rafael Fernández
- Rafael Inclán - Filogonio Llanos Del Toro "Marabunta"
- Augusto Benedico† - Padre Benigno
- Alma Delfina - Paulina Fernández
- Jaime Garza† - Tintoretto Fernández
- Yula Pozo - Honesta de Fernández
- Aurora Molina† - Vicenta Morán "La Muda"
- Liliana Weimer - Silvina
- María Martín - La Baronesa
- Gastón Tuset - Alejandro Luccino
- Alejandro Landero - El Chaval
- Miguel Cane - Rogelio (10 años)
- Claudia Puenzo - Atenas (7 años)
- Bernhardt Seifert - Adrián (10 años)
- Cecilia Gabriela - Sara
- Aurora Clavel - Sabina
- Jorge Lavat† - Antonio Buenrostro
- Roxana Saucedo - Serena
- Wolf Rubinsky† - Alcalde de la cárcel
- Bety Catania - Gina
- Rocío Sobrado - Connie
- Jorge Santos - Detective Rivas
- Kara Glover - Martha Estravados de De la Garza
- Juan Carlos Serrán† - Asistente del vuelo de Andrea
- Eduardo Borja - Don Facundo
- Raquel Argandoña - Raquel
- Claudia Guzmán - Yolanda
- Gerardo Murguía
- Cynthia Klitbo
- Omar Fierro
- René Muñoz†

## Equipo de producción
- Original de: Arturo Moya Grau
- Libreto: Carlos Romero
- Diálogos adicionales: Jesús Calzada
- Tema original: Vivir un poco
- Autora: Amparo Rubín
- Música original de: Amparo Rubín
- Escenografía: María Cristina Martínez de Velasco
- Ambientación: Ana Elena Navarro
- Vestuario: Nora Alemán, Francisco Javier Pacheco
- Musicalización: Javier Ortega
- Iluminación: Jesús Raya Lara
- Editor: Alejandro Frutos
- Jefe de producción: Claudia Gálvez
- Supervisión de exteriores: Salvador Mejía
- Coordinación general: Angelli Nesma Medina
- Directores de cámaras: Leopoldo Terrazas, Ernesto Arreola
- Directora adjunta: Beatriz Sheridan
- Dirección de escena: Rafael Banquells, Pedro Damián
- Productor: Valentín Pimstein

## Premios y nominaciones

### Premios TVyNovelas 1986
| Categoría                  | Nominado(a)          | Resultado |
| -------------------------- | -------------------- | --------- |
| Mejor telenovela           | Valentín Pimstein    | Nominado  |
| Mejor actriz protagónica   | Angélica Aragón      | Ganadora  |
| Mejor actor protagónico    | Rogelio Guerra       | Nominado  |
| Mejor villana              | Beatriz Sheridan     | Nominada  |
| Mejor actor experimentado  | Carlos Ancira        | Ganador   |
| Mejor actor experimentado  | Augusto Benedico     | Nominado  |
| Mejor actor experimentado  | Rafael Inclán        | Nominado  |
| Mejor actriz experimentada | Irma Lozano          | Nominada  |
| Mejor actriz joven         | Alma Delfina         | Nominada  |
| Mejor actor joven          | Juan Antonio Edwards | Ganador   |
| Mejor actor joven          | Arturo Peniche       | Nominado  |
| Mejor actor joven          | Jaime Garza          | Nominado  |
| Mejor revelación masculina | Arturo Peniche       | Ganador   |
| Mejor revelación masculina | Alberto Mayagoitía   | Nominado  |
| Mejor dirección de escena  | Rafael Banquells     | Nominado  |
| Mejor debutante femenina   | Patricia Pereyra     | Ganadora  |

### Premios ACE 1987
| Categoría    | Nominado(a)     | Resultado |
| ------------ | --------------- | --------- |
| Mejor actriz | Angélica Aragón | Ganadora  |

## Versiones
- La madrastra (Chile), telenovela producida por Canal 13 en 1981, protagonizada por Jael Unger y Walter Kliche. Esta fue la versión original y obtuvo gran éxito y trascendencia en Chile.
- Para toda la vida, telenovela coproducida por Televisa y el canal chileno Megavisión de la mano de Lucero Suárez y Juan Osorio en 1996, protagonizada por Ofelia Medina y Exequiel Lavanderos.
- Forever, telenovela estadounidense coproducida por FOX y Televisa de la mano de Carlos Sotomayor en 1996, protagonizada por Maria Mayenzet y James Richer.
- La madrastra (México), telenovela producida por Salvador Mejía para Televisa en 2005, protagonizada por Victoria Ruffo y César Évora.
- ¿Quién mató a Patricia Soler?, telenovela colombiana producida por RCN Televisión en 2014, protagonizada por Itatí Cantoral y Miguel de Miguel.